# Ane Gabarain
Ane Gabarain Gaztelumendi (San Sebastián, Guipúzcoa, 2 de junio de 1963) es una actriz española ganadora del Premio Goya a mejor actriz de reparto en 2024, por 20.000 especies de abejas. 

## Biografía
Intérprete mayoritariamente cómica y conocida sobre todo en el País Vasco, ha desarrollado la mayor parte de su trayectoria profesional en varias series de la ETB, como Bi eta bat, Jaun ta Jabe o Mi querido Klikowsky. En el ámbito nacional ha desempeñado generalmente papeles episódicos, destacando pequeñas intervenciones en dos películas de Álex de la Iglesia: La Comunidad y 800 balas. También interpretó el papel de Maritxu, en la serie Allí Abajo y el de Miren en Patria, serie de HBO basada en el 'best seller' de Fernando Aramburu del mismo nombre, y por la que fue nominada a un Emmy Internacional.
En 2024 ganó el Premio a Mejor Actriz en los Premios Unión de Actores y Actrices Vascos, por su papel en la película 20.000 especies de abejas.

## Filmografía
Todas las apariciones de Ane Gabarain:

### Cine
- 20.000 especies de abejas (2023)
- Agur Etxebeste! (2019)
- La higuera de los bastardos (2017)
- Fe de etarras (2017)
- Loreak (2014)
- Sukalde kontuak (2009)
- El coche de pedales (2004)
- 800 balas (2002)
- La comunidad (2000)
- Pecata minuta (1999)
- 40 ezetz (1999)
- Fuma y deja fumar (1996)
- Sálvate si puedes (1995)
- Adiós Toby, adiós (1995)
- Maité (1994)
- Maider (1989)

### Televisión

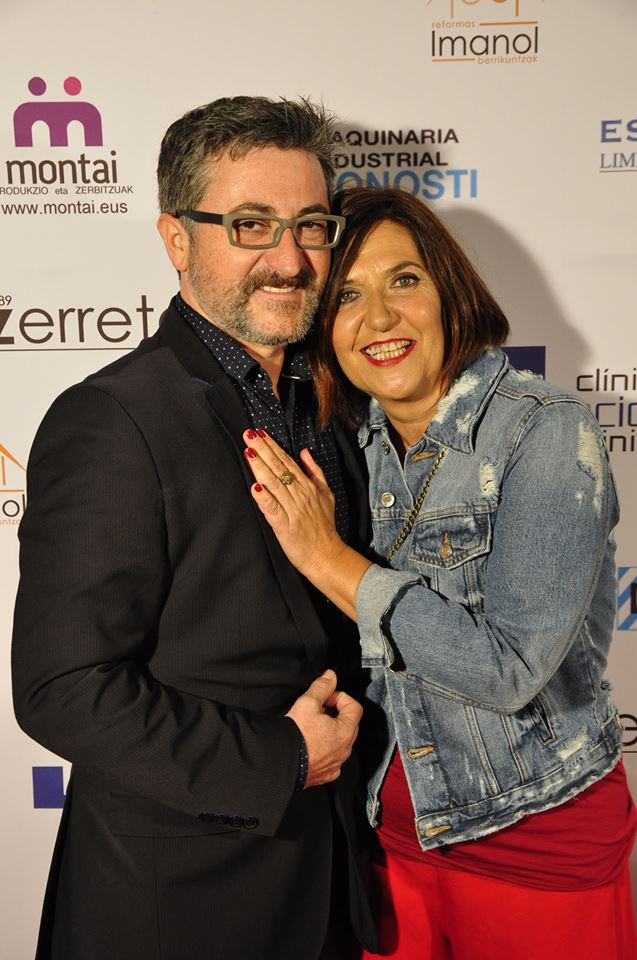
Con Gorka Aguinagalde, 2016.

| Año2022   | Serie                               | Personaje                | Canal      | Notas         |
| --------- | ----------------------------------- | ------------------------ | ---------- | ------------- |
| 1990-1993 | Bi eta bat                          |                          |            |               |
| 1997      | Jaun ta jabe                        |                          |            |               |
| 2000      | 7 vidas                             | Cova                     | Telecinco  | 1 episodio    |
| 2000-2002 | Periodistas                         | Concha                   | Telecinco  | 17 episodios  |
| 2001      | Policías, en el corazón de la calle | Charo                    | Antena 3   | 1 episodio    |
| 2005      | Los Serrano                         | Amparines                | Telecinco  | 1 episodio    |
| 2005-2008 | Mi querido Klikowsky                | Margarita Arana          | ETB2       |               |
| 2011      | Águila Roja                         | Madre Superiora          | La 1       | 1 episodio    |
| 2013-2014 | Goenkale                            | Barbara                  | ETB1       |               |
| 2014      | El corazón del océano               | Sancha                   | Antena 3   | 6 episodios   |
| 2015-2019 | Allí abajo                          | Maritxu Galartza         | Antena 3   | 69 episodios  |
| 2020      | Patria                              | Miren Uzkudun            | HBO España | 8 episodios   |
| 2021-2022 | Amar es para siempre                | Carmen Corcuera de Lucas | Antena 3   | 254 episodios |
| 2023      | Un cuento perfecto                  | Asun                     | Netflix    | 2 episodios   |
| 2024      | Detective Touré                     | Policía                  | La 1       | 6 episodios   |
| 2024      | 4 estrellas                         | Diana Ibáñez             | La 1       | 28 episodios  |

## Premios
| Año  | Premio                                              | Categoría                                                           | Trabajo                                  | Resultado |
| ---- | --------------------------------------------------- | ------------------------------------------------------------------- | ---------------------------------------- | --------- |
| 2016 | Premio Ramón Labayen, Asociación Ulialde            | Premio Ramón Labayen, Asociación Ulialde                            | Premio Ramón Labayen, Asociación Ulialde | Ganadora  |
| 2021 | Premios Forqué                                      | Mejor Interpretación Femenina en una Serie                          | Patria                                   | Nominada  |
| 2021 | Premios Feroz                                       | Mejor Actriz Protagonista de una Serie                              | Patria                                   | Nominada  |
| 2021 | Premios MiM Series                                  | Mejor Actriz Protagonista de una Serie (ex aequo con Elena Irureta) | Patria                                   | Ganadora  |
| 2021 | Premios Emmy Internacional                          | Mejor Actuación Femenina (España)                                   | Patria                                   | Nominada  |
| 2023 | Premios Feroz                                       | Mejor Actriz de Reparto                                             | 20000 especies de abejas                 | Nominada  |
| 2023 | Premios Goya                                        | Mejor Actriz de Reparto                                             | 20000 especies de abejas                 | Ganadora  |
| 2023 | Medallas del Círculo de Escritores Cinematográficos | Mejor Actriz Secundaria                                             | 20000 especies de abejas                 | Nominada  |